# ピョートル1世島

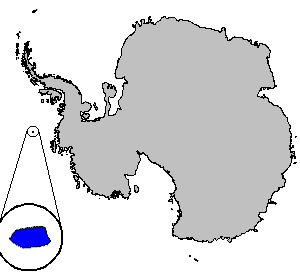
ピョートル1世島の位置

ピョートル1世島（ピョートル1せいとう、Peter I Island、ノルウェー語:Peter Is øy）は、西南極海にある島。南極大陸からは約450km離れている。ノルウェーが領有を主張しているが、同国の主張は国際的には認められていない。また、ノルウェーも締約している南極条約によって、この島を含む南極地域における領土主権、請求権は凍結されている。

## 歴史
1821年1月21日にロシア帝国の海軍軍人ベリングスハウゼンが南極海周航の途上発見したといわれている。島名はロシア皇帝ピョートル1世にちなむ。オラ・オルスタッド (Ola Olstad) が1929年2月2日に初上陸し、ノルウェー領と宣言した。
1957年からの国際地球観測年に備えた1955年のIGY南極分科会の会議では、南極観測を希望した日本に対してこのピョートル1世島を割り当てる案が浮上したが、南極大陸での観測を希望する日本側が拒否し、最終的には同じくノルウェーの領有主張地であるドロンニング・モード・ランド内のプリンス・ハラルド・コーストに決定し、1956年に同地域の東オングル島で昭和基地が設置されることになった。また、1959年に調印された南極条約により、ノルウェーによる領有権主張は凍結されることになった。
その後も現在に至るまで、同島には有人の観測拠点は設置されていないが、不定期に各国の調査隊が同島へ上陸ないし周航し、1985年にはノルウェー極地研究所の観測隊員によって自動気象観測所が設置された。1995年にはノルウェーの法律が同島にも適用され、ここで活動を行おうとするノルウェー国民はノルウェー極地研究所に報告義務を負うことになった。

## 参考資料
- 文部省編『南極観測六年史』（1963年）
- 鳥居鉄也『南極外史』（丸善、1981年）
- 中西正紀「南極争奪戦－氷原のパワーゲーム」（『歴史群像』2011年12月号）
- Rubin, Jeff (2005). Antarctica. Lonely Planet. ISBN 1-74059-094-5